# Smoking / No Smoking (série de pièces de théâtre)
Pour les articles homonymes, voir Smoking / No Smoking.
Smoking / No Smoking (Intimate Exchanges) est une série combinatoire de huit pièces de théâtre du dramaturge anglais Alan Ayckbourn, écrite en 1982.
En 1993, Alain Resnais en a tiré un film français en deux parties, exploitées séparément en salles, intitulé également Smoking / No Smoking.